# Kurt H. Debus
Kurt Heinrich Debus (Frankfurt am Main, 29 de novembro de 1908 – Cocoa Beach, Flórida, 10 de outubro de 1983) foi um cientista alemão. Participou do projeto do míssil balístico V-2 durante a Segunda Guerra Mundial. De 1944 a fevereiro de 1945 foi diretor de operações do Estande de Teste VII do Centro de Pesquisas do Exército de Peenemünde, e entre julho de 1962 e novembro de 1974 diretor do Centro Espacial John F. Kennedy.

## Biografia
Kurt Debus começou em 1929 a estudar engenharia elétrica na Universidade Técnica de Darmstadt, onde foi em 1930 membro da Burschenschaft Markomannia – depois denominada Darmstädter Burschenschaft Rheno-Markomannia. De 1933 a 1936 foi membro da SA, a partir do início de 1939 foi membro da SS (membro número 426.559). Em 1935 obteve seu diploma de engenheiro eleticista e foi assistente de Ernst Hueter. Em 1939 obteve um doutorado em engenharia elétrica na Universidade Técnica de Darmstadt, continuando a trabalhar como Wissenschaftlicher Mitarbeiter.
A partir de 1939 Wernher von Braun sem sucesso convencer Debus a trabalhar com a V2 em Peenemünde. Confrontado com a escolha de tornar-se um soldado ou seguir para Peenemünde, decidiu pela segunda escolha, trabalhando a partir de agosto de 1943 como engenheiro de desenvolvimento do Centro de Pesquisas do Exército de Peenemünde no desenvolvimento do V-2. Foi no final diretor de operações do Estande de Teste VII.
Debus chegou nos Estados Unidos em 1945 com um grupo de engenheiros e cientistas da esfera de Wernher von Braun devido à Operação Paperclip. Até 1950, durante cinco anos então, o grupo trabalhou no Fort Bliss, Texas, mudando-se depois para o Redstone Arsenal, Alabama.
De 1952 a 1960 Kurt Debus trabalhou no Army Ballistic Missile Agency (ABMA). Do PGM-11 Redstone resultou de sua participação o Programa Mercury, antecessor do Programa Apollo.
Debus tornou-se em 1962 diretor do Start Operation Center e em seguida diretor do Centro Espacial John F. Kennedy. Nesta época foi responsável pelo início do programa Apolo, incluindo as seis alunissagens (Apollo 11 a Apollo 17; a operação Apollo 13 foi abortada). Sob sua direção tiveram sucesso, dentre outras, as seguintes missões:
- 1961: Alan Shepard, primeiro cidadão dos Estados Unidos no espaço
- 1962: John Glenn, primeiro cidadão dos Estados Unidos a circundar a terra
- 1969: Neil Armstrong, primeiro terrestre a pisar na Lua
- 1973: lançamento do Laboratório Espacial Skylab

## Condecorações e associações
Em 1975 foi eleito membro da Academia Nacional de Engenharia dos Estados Unidos.